# 港湾貨物運送事業労働災害防止協会
港湾貨物運送事業労働災害防止協会（こうわんかもつうんそうじぎょうろうどうさいがいぼうしきょうかい、略称：港湾労災防止協会）は、労働災害防止団体法に基づき設置された、厚生労働省所管の特別民間法人。港湾従事者に対する労働災害に関する注意喚起のほか、労働安全衛生法に基づく技能講習や特別教育も行っている。

## 概要
- 所在：東京都港区芝5-35-2　安全衛生総合会館13階
- 設立：1964年9月1日
- 会長：藤木幸夫